# Teresa Amarelle Boué
Teresa Amarelle Boué được biết đến như một phụ nữ có tầm ảnh hưởng của Cuba, là thành viên Hội đồng Nhà nước Cuba (tiếng Tây Ban Nha: Consejo de Estado de Cuba) - Tổ chức gồm 31 thành viên có quyền lực nhất của chính phủ Cuba.

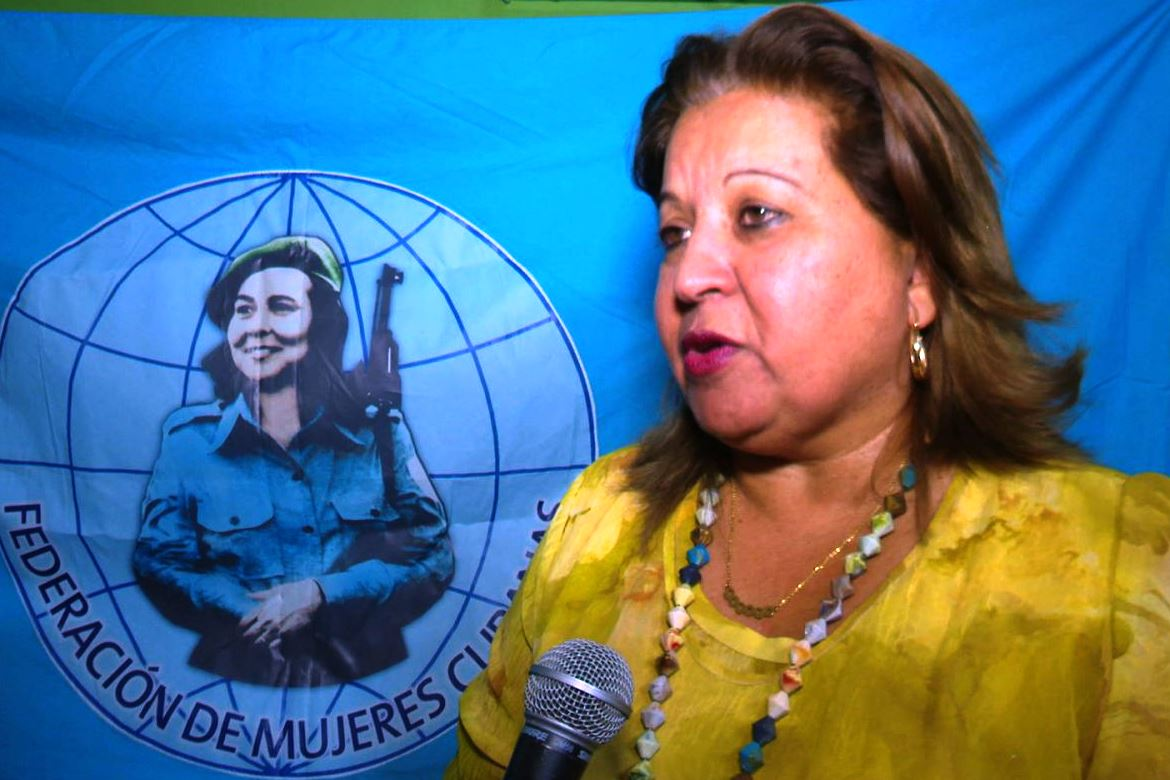

Vai trò của bà là Tổng Thư ký Liên đoàn Phụ nữ Cuba vào Ủy viên Bộ Chính trị Cuba khóa VI từ năm 2016. Nhân dịp này, Chủ tịch Hội Liên hiệp Phụ nữ Việt Nam Nguyễn Thị Thu Hà đã gửi Thư chúc mừng bà Teresa Amarelle Boué.

## Sự nghiệp
Năm 1985, bà Teresa Amarelle Boué trải qua thời gian học tại trường trung học cơ bản Luis Manuel Rodríguez. Từ năm 1990, bà trở thành một trong những lãnh đạo phụ nữ trẻ tuổi được bầu vào vị trí là Bí thư thứ nhất của Ủy ban thành phố của UJC. Ngay sau đó ít năm, vào 2003, bà được thăng chức thành Bí thư thứ nhất của Đảng Thành phố này. Năm 2006, bà trở thành thành viên chuyên nghiệp của Ban điều hành tỉnh tại Las Tunas, phụ trách các lĩnh vực Giáo dục, Y tế, Thể thao và Văn hóa. Năm 2008, bà được luân chuyển sang lĩnh vực Chính trị tư tưởng và tới năm 2009 đã sớm được bầu làm Bí thư thứ nhất của nhiệm kỳ kéo dài cho đến năm 2012.
Tại Đại biểu tham dự Đại hội Đảng lần thứ VI và Hội nghị toàn quốc lần thứ nhất, bà Teresa Amarelle Boué được bầu là thành viên của Ủy ban Trung ương và đại biểu của Quốc hội Nhân dân cho đô thị Puerto Padre. Tại phiên khai mạc của khoá IX của ngày 19 Tháng Tư năm 2018, các thành viên của Quốc hội bầu tiếp tục tín nhiệm bà làm thành viên của Hội đồng Nhà nước của nước Cộng hòa Cuba.

## Chuyến thăm Việt Nam
Trong sự nghiệp của mình, bà Teresa Amarelle Boué có chuyến thăm vào năm 2018 để chia sẻ kinh nghiệm giữa hai tổ chức đại diện cho phụ nữ của Cuba và Việt Nam.
Bản thân bà Teresa Amarelle Boué, cũng đã chia sẻ quan điểm khi chứng kiến những hình ảnh lịch sử của quan hệ hai nước Việt Nam - Cuba được ghi lại thể hiện chặng đường quan hệ hữu nghị thủy chung son sắc giữa lãnh đạo Đảng, Nhà nước và nhân dân hai quốc gia này trong suốt hơn 50 năm qua đã và đang tiếp tục được vun đắp bởi các thế hệ hôm nay và mai sau. "Tổng thư ký Liên đoàn Phụ nữ Cuba cảm phục tinh thần, sự sáng tạo của người dân Việt Nam và cho biết rất bất ngờ vì dù trải qua một thời gian dài trong chiến tranh nhưng Việt Nam đã có được những bước phát triển nhanh chóng sau khi giành được độc lập, thống nhất", truyền thông trích lời bàTeresa Amarelle Boué trong chuyến thăm di tích  ở huyệnCủ Chi của Thành phố Hồ Chí Minh.

## Khẳng định quyền của người phụ nữ Cuba
Giai đoạn bà Teresa Amarelle Boué làm Tổng Thư ký Liên đoàn Phụ nữ Cuba, được đánh giá đã góp phần giúp cho quyền của người phụ nữ nước này được khẳng định và coi trọng bởi xã hội.
Hội Liên hiệp Phụ nữ Cuba được thành lập ngày 23/8/1960, là một trong những tổ chức quần chúng trụ cột của cách mạng Cuba. Từ năm 2016 Hội này đã thu hút được 4 triệu hội viên, chiếm 90% nữ giới tuổi từ 14 trở lên. Bà Teresa Amarelle Boué xây dựng mục tiêu cho Hội là thực hiện sự bình đẳng về quyền lợi và cơ hội đối với phụ nữ và khuyến khích chị em tích cực tham gia đời sống chính trị, kinh tế và xã hội của đất nước thông qua các chính sách chung của Nhà nước và các chính sách về phụ nữ. Các mô hình về hỗ trợ phụ nữ hiệu quả, như dạy nghề và tư vấn; quan tâm đào tạo cán bộ lãnh đạo các cấp tỉnh, huyện và cán bộ chuyên trách; quan tâm hoạt động Nghiên cứu hướng đến bình đẳng phụ nữ; hỗ trợ đào tạo, nâng cao năng lực về bình đẳng giới cũng đã được đẩy mạnh trong giai đoạn mà bà  Teresa Amarelle Boué. Với năng lực của mình, bà Teresa Amarelle Boué được bầu vào Bộ Chính trị Đảng Cộng sản Cuba khóa VII (tháng 4/2016). Lãnh đạo đồng cấp phía Việt Nam là Chủ tịch Hội Liên hiệp Phụ nữ Việt Nam Nguyễn Thị Thu Hà khi đó đã gửi Thư chúc mừng bà Teresa Amarelle Boué.
Dưới thời của bà Teresa Amarelle Boué, cũng đã thiết lập được quan hệ giữa phụ nữ Cuba và Việt Nam, nhất là trao đổi kinh nghiệm của quá trình tham gia của phụ nữ Cu Ba vào cập nhật hóa mô hình kinh tế và xã hội chủ nghĩa, thúc đẩy phụ nữ trong các lĩnh vực của đời sống xã hội. Đặc biệt Việt Nam và Cuba trong giai đoạn này đã thống nhất tiếp tục phối hợp và ủng hộ nhau trên các diễn đàn, cơ chế đa phương. Bám sát sự chỉ đạo của hai Đảng, theo tinh thần tuyên bố chung Việt Nam – Cu Ba.  Các hoạt động hợp tác trên đã giúp cả hai bên chia sẻ kinh nhiệm, học hỏi, giúp đỡ nhau cùng tiến bộ, đóng góp ngày càng hiệu quả cho sự phát triển của phụ nữ ở mỗi quốc gia